# Antonio de la Torre
Antonio de la Torre Martín (Málaga, 18 de janeiro de 1968) é um ator e jornalista espanhol. Em 2006, ganhou o Prêmio Goya de melhor ator coadjuvante pelo seu papel no filme Azuloscurocasinegro e, em 2019, recebeu o Prêmio Goya de melhor ator. É o ator com mais nominações ao prêmio da Academia de Cinema da Espanha.

## Filmografia

### Cinema
- La trinchera infinita (2019)
- El plan (2019)
- El reino (2018)
- La noche de 12 años (2018)
- El autor (2017)
- Abracadabra (2017)
- Algo muy gordo (2017)
- Que Dios nos perdone (2016)
- Tarde para la ira (2016)
- Emu Plains (2015)
- Hablar (2015)
- Felices 140 (2015)
- United Passions (2015)
- La isla mínima  (2014)
- Caníbal (2013)
- La gran familia española (2013)
- Los amantes pasajeros (2013)
- Invasor (2012)
- Grupo 7 (2012)
- La chispa de la vida (2011)
- Primos (2011)
- Carne de neón (2011)
- La mitad de Óscar (2010)
- Balada triste de trompeta (2010)
- Lope (2010)
- La isla interior (2010)
- Gordos (2009)
- Los años desnudos (2008)
- Che: Guerrilla (2008)
- Una palabra tuya (2008)
- El tesoro (2008)
- Cobardes (2007)
- El prado de las estrellas (2007)
- Salir pitando (2007)
- Mataharis (2007)
- Traumatología (2007)
- Tocata y fuga (2006)
- AzulOscuroCasiNegro (2006)
- Volver (2006)
- En el hoyo (2006)
- El calentito (2005)
- Otra vida (2005)
- El asombroso mundo de Borjamari y Pocholo (2004)
- El séptimo día (2004)
- Física II (2004)
- Días de fútbol (2003)
- El oro de Moscú (2003)
- Una pasión singular (2003)
- Profilaxis (2003)
- Te doy mis ojos (2003)
- El robo más grande jamás contado (2002)
- Poniente (2002)
- Manolito Gafotas en ¡Mola ser jefe! (2002)
- Torrente 2: Misión en Marbella (2001)
- La comunidad (2000)
- El corazón del guerrero (2000)
- Flores de otro mundo (1999)
- Muertos de risa (1999)
- Entre las piernas (1999)
- Torrente (1999)
- Hola, ¿estás sola? (1995)
- El día de la bestia (1995)
- Los peores años de nuestra vida (1994)

### Televisão
- La línea invisible (2020)[4]
- El Continental (2018)
- Perdóname, Señor (2017)
- The Night Manager (2016)
- Clara Campoamor, la mujer olvidada (2011)
- Aída (2007)
- La habitación del niño, capítulo de la serie Películas para no dormir (2006)
- El comisario (2000, 2006)
- Los 80 (2004)
- Café Express (2003)
- Padre coraje (2002)
- Hospital Central (2002)
- Turno de oficio: Diez años después (1996)
- Lleno, por favor (1993-1994)